# レベッカ・リナレス
レベッカ・リナレス（スペイン語: Rebeca Linares, 1983年6月13日 – ）は、スペイン出身、アメリカ合衆国で活動するポルノ女優。ペントハウス・ペット。ナチュラルな美乳の評価が高く、膣内射精、口内射精、二穴挿入、一穴二本挿しなどのプレイをこなす。身長160cm・体重52kg。

## 経歴
バスク州のサン・セバスティアン生まれだがカタルーニャ州のバルセロナで育ち、2005年にポルノ作品に出演しはじめた。スペインでは仕事が増えず、ドイツのベルリンやフランスなどでもポルノ作品に出演したが、2006年3月にアメリカのロサンゼルスに転居し、「一か所に留まり、毎日仕事をしたかった。ここにはビジネスのすべてがある」と語った。2007年にはトイレでアフリカ系男性と駅弁ファックを披露する『Iodine Girls』の演技が評価され、ヨーロッパ最大のポルノ映画祭であるバルセロナ国際エロティック映画祭で『最優秀助演女優賞』を受賞。2008年には男性向け月刊誌『マクシム』誌の表紙を飾り、2009年3月には男性向け月刊誌『ペントハウス』誌のペントハウスペットとなった。2009年にはスペインのカナル・プリュスがリナレスの人生とアメリカでのキャリアについてのドキュメンタリー『Vente a La Vegas, Nena』(Come to Las Vegas, Baby)を制作した。『かなりイヤらしいトーリ・ブラック』では若手女優のトーリ・ブラックや男優のマーク・アシュリーと3Pシーンで共演し、「ポルノのオスカー」と称されるAVNアワード（2010年）の『最優秀3Pシーン賞』を受賞した。『かなりイヤらしい-』はAVNアワードで3冠を達成し、主演のブラックは『最優秀アナルファックシーン賞』などでもノミネートするなど評価が高い。

## 人物
レベッカという芸名を選んだ理由は「短くてとても力強いから」。リナレスという姓は本名である。スペインのポルノ男優のナチョ・ビダルは親友である。ビダルはオリーブオイルと性欲の関係について力説してオイルの売り上げを増やしたことで知られる。

## 受賞
- 2007年 バルセロナ国際エロティック映画祭（英語版）『最優秀助演女優賞』[9][10][11]
- 2009年3月 ペントハウス誌『ペントハウス・ペット』
- 2010年 AVNアワード『最優秀3Pシーン賞』[8]